# Liste der Könige Israels

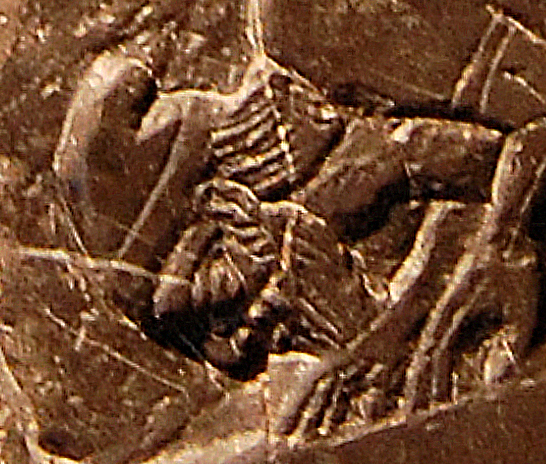
Einzige zeitgenössische Darstellung eines israelitischen Königs: Jehus Unterwerfung auf dem Schwarzen Obelisken (Detail)

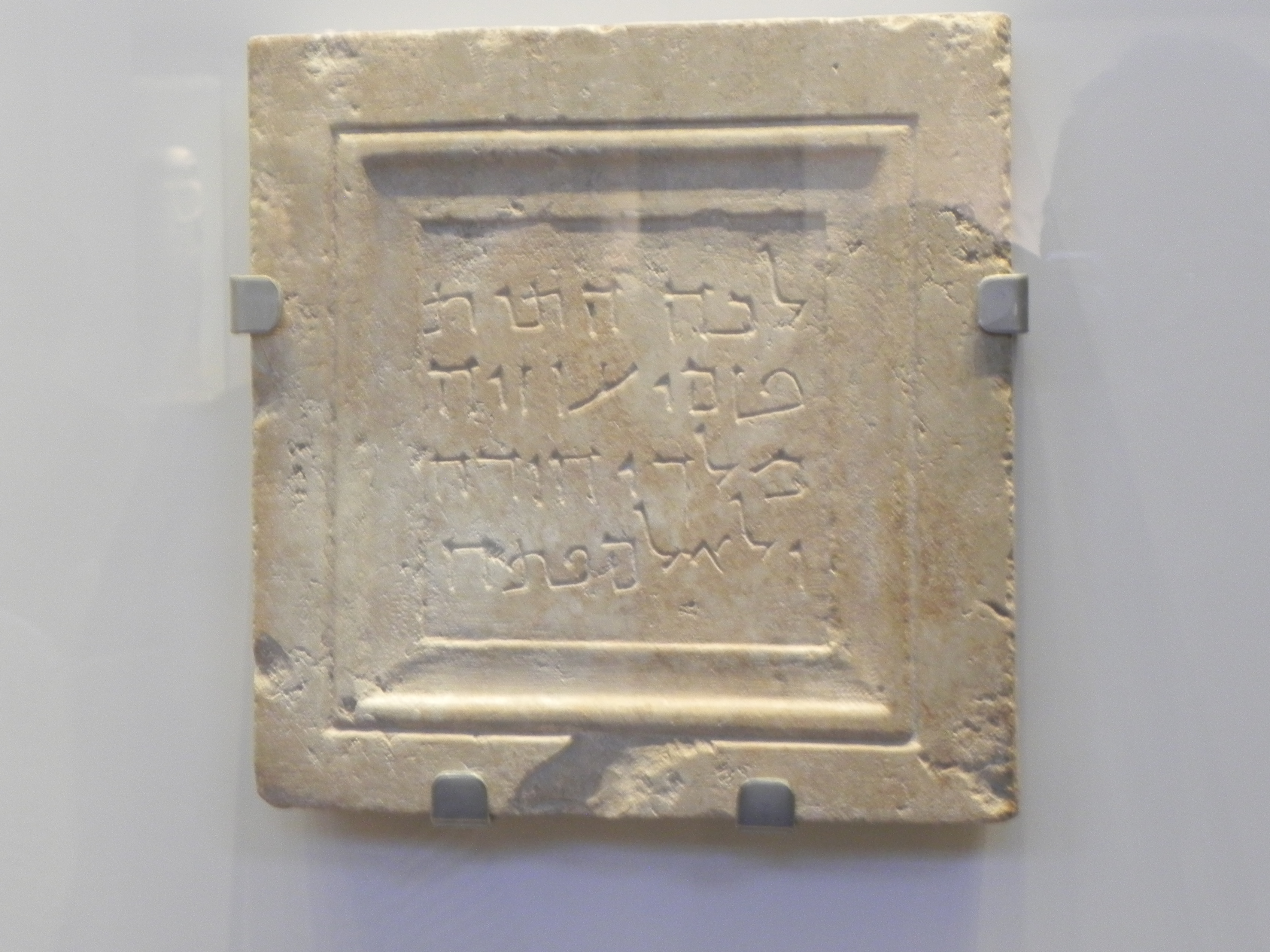
Grabplatte der Zweitbestattung des Königs Usija (Israel-Museum)

Die Liste der Könige Israels führt die Könige auf, die nach der Richterzeit das Volk der Israeliten geführt haben sollen – zuerst des vermuteten Gesamtreichs Israel bis zu dessen Reichsteilung ca. 926 v. Chr., dann die Könige des Nordreichs Israel (bis 722 v. Chr.) und die Könige des Südreichs Juda (bis 587/586 v. Chr.) getrennt auf, wie sie aus den biblischen Büchern Könige und Chronik bekannt sind.
Die Liste folgt der dort angegebenen Reihenfolge; die Regierungszeiten sind jedoch historisch schwer einzuordnen. Insbesondere die Jahresangaben zu den ersten beiden Dynastien sind kaum zu verifizieren. Näheres zu den einzelnen Königen erläutern Artikel zu den hier gelisteten Personen – beginnend bei König Saul als Begründer der ersten Dynastie und den Königen David und Salomo der zweiten Dynastie, welche über ein Davidisch-salomonisches Großreich geherrscht haben sollen. Die Existenz eines solchen Großreiches, bis in die 1980er Jahre weitgehender wissenschaftlicher Konsens, wird von vielen heutigen Exegeten gar nicht mehr oder nur noch in modifizierter Form vertreten.
Einige Forscher, darunter Israel Finkelstein, Christian Frevel und Angelika Berlejung, gehen davon aus, dass es ein eigenständiges Königreich Juda erst nach dem 9. Jahrhundert v. Chr. gegeben hat. Das bedeutet aber nicht, dass eine sich von David herleitende Dynastie nicht existierte, die zunächst Vasall des Nordreichs Israel war, später eine gewisse Unabhängigkeit vom nördlichen Nachbarn gewann, selbst aber assyrischer Vasallenstaat war.
Die Verfasser der Königsbücher (ursprünglich ein Buch) verarbeiteten Listenmaterial, das von der Regierungszeit des Asa von Juda bis zu jener des Hiskija von Juda mit Synchronismen arbeitet, die nach folgendem Schema aufgebaut sind:
| Könige Israels                             | Könige Judas                                           |
| ------------------------------------------ | ------------------------------------------------------ |
| Synchronistische Datierung                 | Synchronistische Datierung                             |
|                                            | Alter bei Thronbesteigung                              |
| Regierungsdauer                            | Regierungsdauer                                        |
|                                            | Name der Königinmutter, manchmal auch ihr Herkunftsort |
| Bewertung                                  | Bewertung                                              |
| Hinweis auf ein Buch der Könige von Israel | Hinweis auf ein Buch der Könige von Juda               |
| Todesnotiz                                 | Todesnotiz                                             |
|                                            | Ort der Bestattung                                     |
| Thronfolger                                | Thronfolger                                            |

Es empfiehlt sich, in diesem Listenmaterial echte Quellen zu sehen, aber auch „ein gehöriges Maß an Konstruktion“ (Christian Frevel). Zur Komplexität trägt außerdem bei, dass Jahresanfänge (im Herbst oder im Frühjahr), Regierungsanfänge und Koregentschaften von den Verfassern des Königebuchs nicht einheitlich behandelt werden. Seit den Studien von Joachim Begrich (1929) und Alfred Jepsen (1964) hat sich die sogenannte Kurze Chronologie der Könige Israels und Judas durchgesetzt. Sie geht davon aus, dass unter assyrischem Einfluss die Zählung der Regierungsjahre verändert wurde: Ab dem Regierungsantritt Pekachjas (2 Kön 15,23) wurde das Antrittsjahr des neuen Königs nicht mitgezählt.
Aktuelle Standardwerke zur Geschichte der antiken Königreiche Israel und Juda sind die Arbeiten von Christian Frevel und Angelika Berlejung (in dem von Jan Christian Gertz herausgegebenen Lehrbuch Grundinformation Altes Testament). Zum Vergleich die ältere Datierung von Antonius H. Gunneweg, die einen Konsens der 1980er Jahre widerspiegelt. Alle Datierungen sind als v. Chr. zu verstehen.

## Könige des vereinigten Israel
| Gertz (2019)            | Frevel (2018)           | Gunneweg (1989)         | Biblischer Name | Bemerkungen |
| ----------------------- | ----------------------- | ----------------------- | --------------- | --- |
| Dynastie Sauls          |                         |                         |                 | |
| keine Datierung möglich | keine Datierung möglich | keine Datierung möglich | Saul            | Möglicherweise bewahren 1 Sam 14,52 und 1 Sam 22,6 die Erinnerung an ein Häuptlingstum Sauls in Benjamin, Efraim und Gilead.     |
| keine Datierung möglich | keine Datierung möglich | keine Datierung möglich | Isch-Boschet    | |
| Dynastie Davids         |                         |                         |                 | |
| keine Datierung möglich | keine Datierung möglich | keine Datierung möglich | David           | Die Inschrift von Tel Dan macht wahrscheinlich, dass sich in Juda ein Stammesverbund um ein Häuptlingstum Davids gebildet hatte. |
| keine Datierung möglich | keine Datierung möglich | 965–926                 | Salomo          | 926/920/917 Palästinafeldzug des Pharaos Scheschonq I.: Gaza – Geser – Megiddo. Jerusalem wird nicht erwähnt.                    |

## Könige des Nordreichs Israel
Kursiv: Ungefähre Daten
| Gertz (2019)                | Frevel (2018) | Gunneweg (1989) | Biblischer Name | Bemerkungen |
| --------------------------- | ------------- | --------------- | --------------- | --- |
| Dynastie Jerobeams          |               |                 |                 | |
| –907                        | 927/926–907   | 926–906         | Jerobeam I.     | Stammesverbundsstaat (Kleinststaat) des Berglands von Zentralpalästina. |
| 907–906                     | 907–906       | 906–905         | Nadab           | |
| Dynastie Baschas            |               |                 |                 | |
| 906–883                     | 906–883       | 905–882         | Bascha          | |
| 883–882                     | 883–882       | 882–881         | Ela             | |
| Simri                       |               |                 |                 | |
| 882/878                     | 882           | 881             | Simri           | |
| Dynastie Omris (Omriden)    |               |                 |                 | |
| 882/878–871/870             | 882/878–871   | 881–870         | Omri            | Gründung einer königlichen Residenz in Samaria. |
| 871/870–852/851             | 871–852       | 870–851         | Ahab            | 853 Schlacht von Qarqar. Eine antiassyrische Koalition stellt sich der assyrischen Expansion (mittelfristig) erfolgreich entgegen. Ahab erscheint als dritter der verbündeten Könige und stellt das größte Kontingent. Die Bibel erwähnt diesen bedeutenden außenpolitischen Erfolg Ahabs nicht. |
| 852/851–851/850             | 852–851       | 851–850         | Ahasja          | |
| 851/850–843/842             | 851–845       | 850–845         | Joram           | Mescha-Stele: Kriegerische Auseinandersetzung eines Königs von Israel (Joram?) mit Mescha von Moab. |
| Dynastie Jehus (Nimschiden) |               |                 |                 | |
| 843/842–816                 | 845–818       | 845–817         | Jehu            | 843/842 Hasael wird König von Damaskus und führt Krieg gegen Israel und Juda. Israelische Gebietsverluste: Dan, Jesreel, Megiddo. 841 Salmanassar I. empfängt den Tribut Jehus. |
| 816–800                     | 818–802       | 817–801         | Joahas          | |
| 800–785                     | 802–787       | 801–786         | Joasch          | 796 Adad-nerari III. empfängt den Tribut Joaschs. |
| 785–745                     | 787–747       | 786–746         | Jerobeam II.    | |
| 745                         | 747           | 746             | Secharja        | |
| Schallum                    |               |                 |                 | |
|                             | 747           | 746             | Schallum        | |
| Dynastie Menahems           |               |                 |                 | |
| 745–738/737                 | 747–738       | 746–734         | Menahem         | 734 Tiglat-Pileser III. empfängt den Tribut Menahems. |
| 738/737–736                 | 737–736       | 736–734         | Pekachja        | |
| Letzte Könige Israels       |               |                 |                 | |
| 735–732                     | 735–733/732   | 734–732         | Pekach          | 733/732 Antiassyrische Koalition Pekachs mit Rezin von Damaskus und Hiram II. von Tyros. Syrisch-Ephraimitischer Krieg. 732 Fall von Damaskus. Assyrien annektiert Galiläa und Transjordanien.                                                                                                   |
| 731–724/723                 | 732–723       | 732–723         | Hoschea         | Belagerung Samarias durch Salmanassar V. 722/721 Fall von Samaria. Umwandlung Israels in eine assyrische Provinz unter Sargon II., der sich auch die Eroberung Samarias zuschreibt. |

## Könige des Südreichs
Kursiv: Ungefähre Daten
Das Königebuch hat ein starkes Interesse, in Jerusalem eine Abfolge von Davidsnachkommen auf dem Thron zu präsentieren. Das ist wahrscheinlich nicht historisch. Für folgende Herrscher von Juda bestehen Zweifel, ob sie wirklich Davididen waren: Joram, Ahasja, Atalja, Joasch und vielleicht auch Amazja und Asarja.
| Gertz (2019)           | Frevel (2018)                    | Gunneweg (1989) | Biblischer Name  | Bemerkungen |
| ---------------------- | -------------------------------- | --------------- | ---------------- | --- |
| Dynastie der Davididen |                                  |                 |                  | |
| –910                   | 926–910                          | 926–909         | Rehabeam         | |
| 910–908                | 910–908                          | 909–907         | Abija            | |
| 908–868                | 908–868                          | 907–867         | Asa              | |
| 868–852/847            | 868–847                          | 867–850         | Joschafat        | |
| 852/847–843/842        | 852–847 (Koregentschaft) 847–845 | 850–845         | Joram            | |
| 843/842                | 845                              | 845             | Ahasja           | |
| 843/842–838/837        | 845–840                          | 845–839         | Atalja           | |
| 838/837–799            | 840–801                          | 839–800         | Joasch           | Joasch führte nach 2 Kön 12 Renovierungen am Jerusalemer Tempel durch. Die vermeintliche außerbiblische Bestätigung hierfür, die 2003 aufgetauchte sogenannte Joasch-Inschrift, erwies sich als Fälschung. |
| 799–771                | 802/801–773                      | 800–786         | Amazja           | |
| 785/771–734            | 787–773 (Koregentschaft) 773–736 | 786–746         | Asarja (Usija)   | |
| 757–742                | 756–741 (Koregentschaft)         | 756–741         | Jotam            | |
| 742/734–723            | 741–736 (Koregentschaft) 736–725 | 742–725         | Ahas             | Unterwerfung unter assyrische Oberherrschaft. Der Name des Königreichs Juda ist dadurch erstmals außerbiblisch belegt.                                                                                     |
| 723–695                | 725–697                          | 725–696         | Hiskija          | Schiloach-Inschrift: Tunnelbau zur Wasserversorgung Jerusalems. Der Tod Sargons II. 705 führt zu Revolten. Strafexpedition Sanheribs 701 (Eroberung von Lachisch).                                         |
| 694–640                | 696–642                          | 696–641         | Manasse          | |
| 640/639–638            | 641–640                          | 641–639         | Amon             | |
| 638–609/608            | 639–609                          | 639–608         | Joschija (Josia) | |
| 609/608                | 609                              | 608             | Joahas           | |
| 609/608–598/597        | 608–598                          | 608–598         | Jojakim          | 605 Schlacht bei Karkemiš. |
| 598/597                | 598/597                          | 598             | Jojachin         | Eroberung Jerusalems 597. |
| 598/597–587/586        | 598/597–587/586                  | 597–586         | Zedekia          | Eroberung Jerusalems im Sommer 587/586. |
| 587/586–582            |                                  |                 | Gedalja?         | Babylonischer Statthalter in der Provinz Juda. |

## Nennung von Königen in assyrischen Inschriften
Einige Könige des Nordreichs Israel und des Südreichs Juda werden in außerbiblischen, assyrischen Inschriften genannt. Die babylonische Erwähnung erfolgte ohne Namensnennung. Die nachfolgende Aufstellung zeigt die Nennungen im Einzelnen.
| Name                                                 | Zeit (v. Chr.) | Bemerkungen                                                                 |
| ---------------------------------------------------- | -------------- | --------------------------------------------------------------------------- |
| Könige des Nordreichs Israel (Assyrische Referenzen) |                |                                                                             |
| Omri                                                 | ca. 885–874    | „Haus Omri“ (Bīt Ḫumrī)                                                     |
| Ahab                                                 | 853            | Teilnehmer an der Schlacht von Qarqar (Salmanassar III., 6. Regierungsjahr) |
| Jehu                                                 | 841            | Tributzahlung 18. Regierungsjahr Salmanassar III.                           |
| Jehu                                                 | 841            | Abbildung Schwarzer Obelisk, kniend, dort „Sohn Omris“ genannt.             |
| Joasch                                               | vermutlich 796 | Tribut an Adad-nīrārī III. (810–781)                                        |
| Menahem                                              | vermutlich 744 | Tribut an Tiglat-Pileser III. (745–727)                                     |
| Pekach                                               | 731            | Abgesetzt durch Tiglat-Pileser III. (745–727)                               |
| Hoschea                                              | 731            | Eingesetzt durch Tiglat-Pileser III. (745–727)                              |
| Könige des Südreichs Juda (Assyrische Referenzen)    |                |                                                                             |
| Ahas                                                 | vermutlich 730 | Tribut an Tiglat-Pileser III. (745–727)                                     |
| Hiskija                                              | 701/700        | Tribut an Sanherib (704–681)                                                |
| Manasse                                              | vermutlich 675 | Vorratslieferung an Asarhaddon (680–669)                                    |
| Könige des Südreichs Juda (Babylonische Referenzen)  |                |                                                                             |
| N.                                                   | 599/598        | Feldzug des Nebukadnezar II. (605–562) im 7. Regierungsjahr                 |

## Weitere Entwicklung
Nach der Eroberung Jerusalems im 19. Jahr Nebukadnezars II. im Sommer 587/586 v. Chr. und damit dem Untergang des Reiches Juda wurde das Gebiet eine Provinz Babylons (Akkads) bzw. unter Kyros II. eine Provinz Persiens, es wurden Statthalter eingesetzt (587 bis 330 v. Chr., siehe dazu Liste der Statthalter Judas). Der Zugehörigkeit der Region zu hellenischen Diadochenreichen folgte die Herrschaft der jüdischen Hasmonäer (165 bis 35 v. Chr.). 37 v. Chr. wurde Herodes auf Beschluss des römischen Senats König von Judäa (basileus; Dynastie der Herodianer bis 71 n. Chr., siehe dazu Liste der Könige von Judäa). Ab 6 n. Chr. unterstand die Region Palästina römischer Verwaltung (bis 135 n. Chr., siehe dazu Liste der römischen Statthalter in Judäa).
Einige biblische Propheten kündigten einen Retter und Friedensbringer der Endzeit an, andere verkündeten, dass ein Nachkomme König Davids eines Tages genau wie dieser als gesalbter, rechtmäßiger König über Israel und Juda herrschen und die Juden von der Fremdherrschaft erlösen werde. Im Judentum wird die Ankunft dieses Messias weiterhin erwartet, wohingegen er mit Jesus Christus für das Christentum bereits aufgetreten ist. Der Person des Jesus von Nazaret, der nach biblischen Quellen von mehreren Königen Israels abstammte (siehe Vorfahren Jesu), wurde der Titel „König der Juden“ zugewiesen. Nach der Bibel wurde daher das Kreuz bei seiner Hinrichtung mit Iesus Nazarenus Rex Iudaeorum (lat., „Jesus von Nazaret, König der Juden“, oft kurz INRI) gekennzeichnet (Joh 19,19–22 ).